# Hardricourt
Hardricourt är en kommun i departementet Yvelines i regionen Île-de-France i norra Frankrike. Kommunen ligger i kantonen Meulan-en-Yvelines som tillhör arrondissementet Mantes-la-Jolie. År 2022 hade Hardricourt 2 498 invånare.

## Befolkningsutveckling
Antalet invånare i kommunen Hardricourt
| Referens: INSEE |